# Nukleotidyltransferase
Nukleotidyltransferasen sind Enzyme, die die Übertragung von Nukleotiden auf Zielstrukturen, beispielsweise eine wachsende Nukleinsäure-Kette, katalysieren. Typische Vertreter dieser Gruppe sind DNA-Polymerasen oder reverse Transkriptasen. Die Nukleotidyltransferasen sind zentral und unentbehrlich für die Vervielfältigung des Genoms von Lebewesen und Viren. Manche der Enzyme nehmen auch Reparaturaufgaben wahr.
| Dieser Text basiert ganz oder teilweise auf dem Eintrag Nukleotidyltransferase im Flexikon, einem Wiki der Firma DocCheck. Die Übernahme erfolgte am 4. November 2008 unter der damals gültigen GNU-Lizenz für freie Dokumentation. |